# Yvanhoé Rambosson
Yvanhoé Rambosson (* 3. März 1872 in Antony, Frankreich; † 1943 in Paris) war ein französischer Dichter und Kunstkritiker.

## Leben
Yvanhoé Rambosson war der Sohn des wissenschaftlichen Autors Jean Rambosson (1827–1886). Der Dichter und Kunstkritiker war Ehrenkurator der Musées de la Ville de Paris, Sachverständiger am Zivilgericht Tribunal civil de la Seine sowie Generalsekretär der Fédération des sociétés d'art.
Nach der den Begriff Art déco prägenden Pariser Ausstellung Exposition internationale des Arts Décoratifs et industriels modernes 1925 rief Rambosson ab 1926 gemeinsam mit dem Éditeur d’art (Kunstverleger) Arthur Goldscheider  eine neue Publikation mit dem Titel L’Évolution Artistique ins Leben. Es erschienen mehrere Hefte unter diesem Titel, die die Anliegen der Künstlergruppen La Stèle und L’Evolution verdeutlichen. Für den englischsprachigen Markt erschien eine in zwei Bände zusammengefasste Version unter dem Titel Artistic Evolution. Hierin setzten sich Rambosson und Goldscheider für eine stärkere Einbeziehung der Künstler in den industriellen Produktionsprozess ein und sprachen sich für eine preiswertere Vervielfältigung der  Kunstwerke in Serienproduktion aus. Ihre Forderung widersprach der französischen Tradition der Trennung von kunstgewerblicher Unikat-Erzeugung in kleinen Familien-Manufakturen und der industriellen Serienproduktion in Fabriken.
Rambosson war verheiratet mit Gonyn de Lirieux und Adèle (Renée) Maubel.

## Werke (Auswahl)
- Les batiks de madame Pangon. Mit A. de Monzie, Éditions da̕rt Charles Moreau, Paris 1925.
- Le Coeur ému. Société du Mercure de France, Paris 1905.
- Jules Valadou: Etude critique. La Plume, Paris 1897.
- La forêt magique. La Nouvelle Revue, Paris 1897.